# Eugen Boermel
Eugen Boermel, également Eugen Börmel, (né le 27 mars 1858 à Königsberg et mort le 24 janvier 1932 à Berlin) est un sculpteur allemand.
Eugen Boermel s'inscrit dans la tradition de l'école de Begas. Au début de sa carrière professionnelle il a surtout réalisé de petites sculptures (tableaux au "format vitrine"), de 1879 à 1889 il travaille comme assistant dans l'atelier d'Otto Lessing, créant des plastiques décoratifs pour de nombreux bâtiments. Depuis 1889, il travaille à son compte avec son propre atelier de modèles artisanaux et de sculptures de monuments. Indépendant depuis 1889 avec son propre atelier de modèles artisanaux et de sculpture de monuments, il se fait connaître en 1900 avec son premier monument à l'empereur Sigismond du groupe de monuments 14 pour la Siegesallee à Berlin et reçoit d'autres commandes de sculptures monumentales, dont un monument du prince Albert de Prusse à Berlin en 1901 et une statue équestre de l'empereur Guillaume Ier en 1903 à Dantzig. La critique d'art considère ses œuvres majeures comme plutôt ratées dans l'ensemble, il serait resté bloqué dans les apparences de l'école de Begas. Parallèlement à son travail de sculpteur, il est actif dans la littérature et conçoit des constructions techniques. Après s'être vu refuser un poste de professeur vers 1900, il obtient très probablement le titre de professeur en 1904. Boermel est décoré de l'ordre de la Couronne de Prusse de 4e classe.

## Biographie
Né en Prusse-Orientale, Boermel vit à Berlin dès son plus jeune âge.

### Formation et première période de création

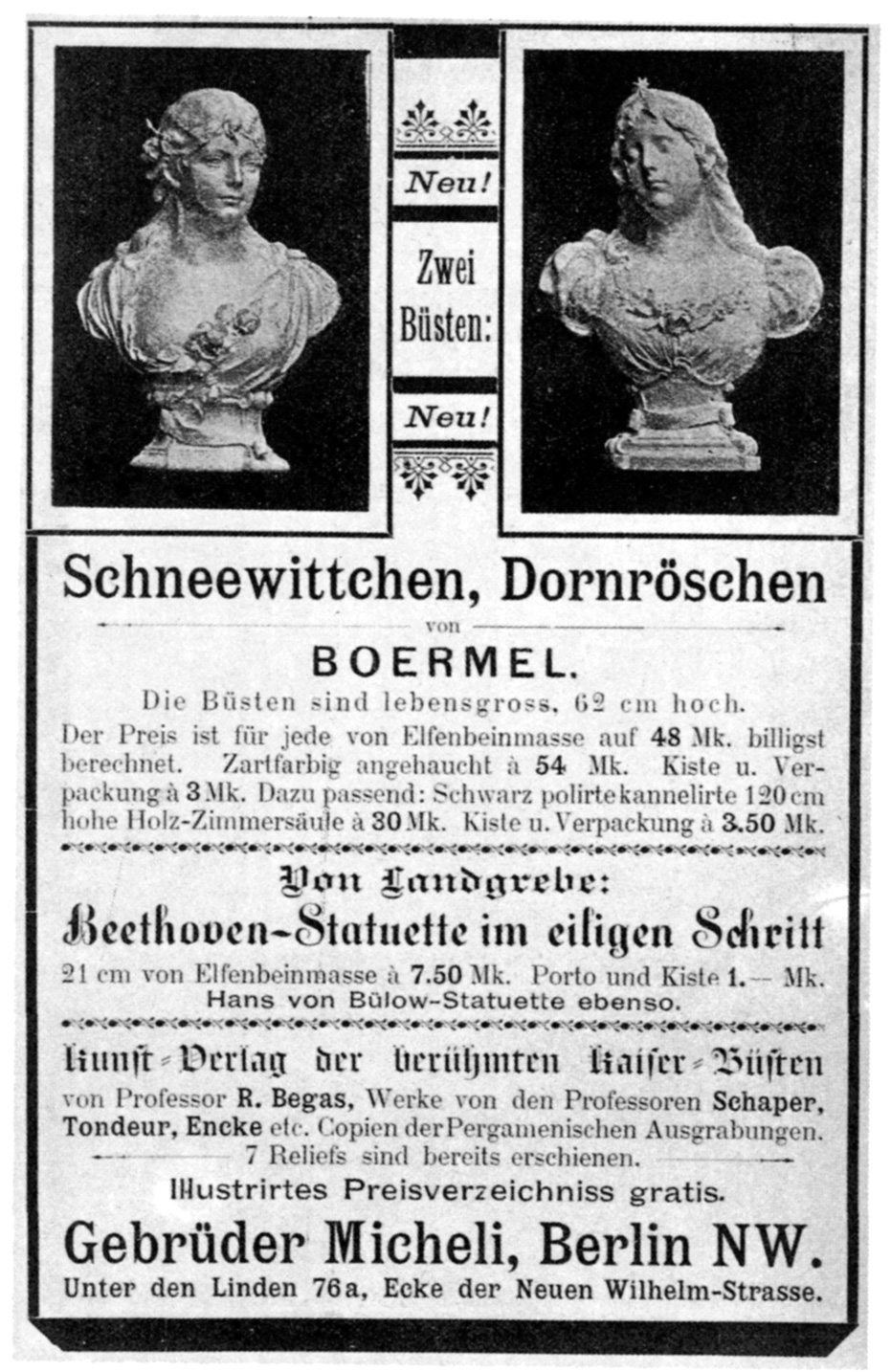
Publicité des frères Micheli en 1892 avec des bustes d'Eugen Boermel

En 1874, il commence sa formation artistique avec Eduard Lürssen (de), qui enseigne comme professeur de sculpture décorative à l'Académie de Berlin. Il étudie la sculpture avec Albert Wolff, Friedrich Pfannschmidt et Fritz Schaper. En 1878 et 1879, il étudie à l'Académie, en tant que boursier d'État, l'atelier de maître de Reinhold Begas, le principal représentant de l'école de sculpture néo-baroque de Berlin et plus tard directeur artistique de la Siegesallee. En 1879, Boermel se marie et occupe un poste d'assistant dans l'atelier d'Otto Lessing, qui, en tant que représentant de l'historicisme de la seconde moitié du XIXe siècle, façonne de manière décisive l'apparence de Berlin. Au cours des dix années suivantes, il travaille pour Lessing sur des projets sculpturaux et décoratifs pour de nombreux bâtiments. De plus, de petites sculptures comme 1885 une „Vénus voluptueuse à la tête moderne et coquette sur un corps trop gras“ sont créées. Pendant ce temps, il fait également des croquis et des dessins pour divers monuments, y compris un croquis pour un monument de Luther en 1886, un dessin pour un monument de Lessing à Berlin en 1887, un dessin pour un monument de Mozart à Vienne en 1888 et un dessin pour 1889 un Mémorial Krupp à Essen. À partir de 1878, il est régulièrement représenté aux expositions de l'Académie, par exemple en 1886 avec un portrait relief de sa propre famille et avec son dessin pour le monument de Luther.

### Indépendant avec son propre atelier
En 1889, Boermel s'installe à son compte avec son propre atelier de modèles artisanaux et de sculptures de monuments. Parmi ses travaux de l'époque figurent deux figurines d'enfants appelées "Hans" et "Gretel" ainsi que des personnages de contes de fées comme "Blanche-Neige" et "La Belle au bois dormant". Cette paire de bustes grandeur nature de 62 cm de haut en pâte d'ivoire est proposée en 1892 dans une annonce de catalogue par les frères Micheli (voir photo ci-contre) au prix de 48,- marks, en couleur tendre au prix de 54,- marks par figurine. Il réalise des ouvrages en métaux précieux comme l'argenterie pour le comte Ferdinand von Harrach et, en 1893, le grand centre de table pour l'héritier du trône de Roumanie. En 1895, il crée une statuette de l'empereur Guillaume Ier avec Conrad Freyberg. Boermel participa à différents prix d'honneur de l'empereur Guillaume II et à de plus grands monuments comme la statue de Beethoven en grès pour le Rudolfinum à Prague ou la statue de Friedrich Kilian (Villa Kilian, Berlin). Il contribue au monument national de l'empereur Guillaume, dévoilé en 1897, avec le groupe "Guerre et Paix" et une statue de Victoire. Il réalise entre autres des bustes pour Guillaume II (1889, 1894) et pour le conseiller commercial, chanteur d'opéra et fabricant Ludwig Leichner (de) (1899), pour l'entreprise duquel il conçoit en outre une salle de théâtre,.

### Percée en tant que sculpteur monumental, calomnie et appréciation critique
En 1896, Boermel postule pour l'une des commandes lucratives de la Siegesallee, directement auprès de Guillaume II, le commanditaire et financier de l'allée monumentale, mais il n'obtient le contrat que sur recommandation du maréchal de la cour suprême et de la maison Eulenburg. Le groupe de la Siegesallee est le premier monument de Boermel et a une fonction initiale, selon Uta Lehnert. Il aurait fait connaître à de larges cercles l'artiste qui n'a jusqu'alors pas réussi en tant que sculpteur de monuments et lui aurait procuré des commandes de la part des milieux patriotiques. Il s'installe alors dans la colonie de Grunewald dans un atelier adapté aux travaux monumentaux. Par la suite, il réalise entre autres des monuments au prince Albert dans la Schloßstraße (de) de Charlottenbourg (1901, en collaboration avec le peintre Conrad Freyberg) et une statue équestre du Kaiser Wilhelm à Dantzig (1903).

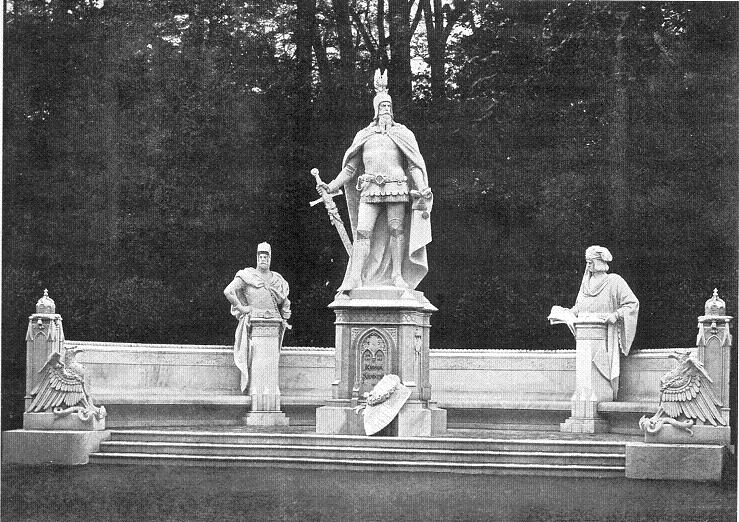
Groupe Siegesallee 14 1900

Dans la concurrence acharnée que se livrent les sculpteurs berlinois au tournant du siècle pour obtenir des commandes, Börmel est dénoncé et sa femme exposée à des reproches antisémites. Pendant les travaux de la Siegesallee, de nombreux artistes tentent d'utiliser les visites d'atelier de l'empereur, généralement mises en scène de manière festive et publiées dans la presse, pour se faire de la publicité. Lorsque des propos confidentiels tenus par l'empereur lors d'une de ces visites sont publiés dans la presse, Guillaume II ordonne à Begas d'éviter à l'avenir de telles indiscrétions.
Le lieutenant-colonel se plaint en outre que Mme Boermel aurait parlé d'un baiser de la main de l'empereur. Il s'en prit ensuite au mode de vie et aux origines de l'épouse de l'artiste et conclut par ces mots : "Text ? "Text ? "Text ? Le groupe de la Siegesallee de Boermel est classé par presque tous les critiques contemporains parmi les œuvres "ratées" ou "totalement ratées" (voir ci-dessous)
Uta Lehnert porte un jugement similaire et fait remarquer que Boermel avait certes une certaine réputation en tant que modéliste. Mais en essayant d'appliquer son talent décoratif à la sculpture de monuments, il ne réussit pas à dépasser les apparences de l'école de Begas . Selon l'Ostpreußenblatt de 1969, son œuvre est également entièrement sous l'influence de Begas

### Autres domaines de travail, chaire
Au-delà de son activité de sculpteur, Boermel est également actif dans le domaine littéraire. Il crée quelques œuvres dramatiques et rédigé pour la revue Werkstatt der Kunst, publiée à Leipzig par E.A. Seemann, des essais intitulés Der Künstler in den öffentlichen Körperschaften (L'artiste dans les collectivités publiques) ou Wie ist eine weitere Entwicklung der monumentalen Bildhauerkunst möglich (Comment un nouveau développement de la sculpture monumentale est-il possible ? En outre, il se penche sur la résolution de problèmes techniques. Il conçoit ainsi des fondations de bâtiments antisismiques et un système d'approvisionnement en eau dans les villes menacées par les tremblements de terre. Pour ces deux constructions, il obtient des brevets internationaux .
On sait peu de choses sur la vie et l'œuvre de Boermel au cours des deux dernières décennies de sa vie. Selon l'Association d'éducation de Luisenstadt, il travaille dans son atelier de Grunewald (Hagenstrasse, p. 10) comme sculpteur indépendan. On ne sait pas si Boermel reçoit un poste de professeur. Selon Ethos & Pathos, Guillaume II lui aurait refusé ce titre vers 1900, après s'être renseigné auprès de l'Académie des arts, alors que Boermel espérait s'être qualifié pour le professorat avec le groupe de la Siegesallee. Au lieu de cela, l'empereur le décore de l'ordre de la Couronne prussienne de 4e classe Selon Uta Lehnert (1998), il tente en vain de devenir professeur, ce qui montre sa renommée artistique très limitée vers 1900. Paul Kühn, quant à lui, décrit Boermel comme un professeur. Tout porte à croire qu'il a tout de même obtenu le titre quelques années plus tard, peut-être en reconnaissance du monument de Dantzig de 1903. En effet, Die Kunst. Monatshefte für freie und angewandte Kunst. indique en 1904 : "Dantzig. Le sculpteur Eugen Boermel, auteur du monument à l'empereur Guillaume inauguré ici en septembre, est nommé professeur . De plus, le carnet d'adresses berlinois de 1932, année de sa mort, le mentionne également comme professeur. Boermel n'est pas représenté à la Galerie nationale. Bien qu'il ait été présent à de nombreuses expositions, on ne lui connaît aucune distinction artistique

## Œuvres choisies

### Groupe monumental de la Siegesallee, Berlin (1900)
Le groupe de monuments 14 se composait de la statue centrale de l'empereur Sigismond (1368-1437) de la maison de Luxembourg, margrave et électeur de Brandebourg et également empereur du Saint-Empire romain germanique de 1433 à 1437. La statue est flanquée des demi-bustes de Lippold von Bredow (de), gouverneur et administrateur de la Moyenne-Marche de la famille noble de Bredow dans la région de Friesack, et de Bernd Ryke (également riche), maire de Berlin. Entre 1361 et 1447, la famille patricienne berlinoise Ryke ou Reiche dote plusieurs maires portant le prénom Bernd ou Bernhard. Le personnage de Boermel se réfère à Bernd Reiche, mentionné pour la première fois comme maire en 1361 et décédé avant le 25 mai 1378, ainsi qu'à Bernd Reiche, attesté comme maire en 1417 et décédé la même année. Alors que Reinhold Koser, le directeur du programme historique de la Siegesallee, suppose qu'il s'agit du père et du fils, Boermel, d'après les indications d'Uta Lehnert, veut que Bernd Ryke soit considéré comme une seule et même personne et inscrit les dates 1358-1414 sur le socle. Un autre Bernd Reiche/Ryke, qui gouverne la ville en 1447 et joue un rôle clé dans le mécontentement de Berlin, est honoré par la dénomination de la Rykestraße (de).
Les deux figures latérales étaient placées sur des socles élancés, intégrés dans le demi-cercle du banc qui termine le podium à trois niveaux ouvert vers l'avant, comme pour les 32 groupes de monuments de l'allée monumentale. Le groupe est inauguré le 6 mai 1900. Les trois figures partiellement détruites sont restaurées dans la citadelle de Spandau depuis mai 2009 et font partie depuis avril 2016 de l'exposition permanente "Enthüllt. Berlin et ses monuments.

#### Conception
Pour la représentation de Sigismond, Boermel ne se conforme pas non plus à la consigne de Kozer de représenter Sigismond dans une posture majestueuse en tenue de couronnement impériale, en s'inspirant d'un portrait de Dürer. Selon Lehnert, il crée une figure de chevalier aux allures de lohengrin, librement inventée, dans une armure à l'allure étrange, avec sur la tête le casque en forme de pot avec une petite couronne et un cimier à deux ailes. Sur la cotte d'armes, qui entoure le torse musclé et la cotte de mailles, repose une cape longue jusqu'au sol, qui se sépare en deux au niveau du cou et est retenue par les bras, de sorte que le personnage robuste se présente au spectateur comme devant un rideau de scène. L'incertitude de Börmel quant à la fonction dans laquelle il doit représenter Sigismond a conduit Guillaume II à choisir le titre de margrave de Sigismond. Il tient donc dans sa main gauche le document par lequel il cède la Marche en fief au premier Hohenzollern régnant, Frédéric Ier (comme Frédéric IV burgrave de Nuremberg). L'épée dans sa main droite représente la chevalerie de Sigismond. La statue en marbre de Carrare mesurait 2,75 mètres de haut, socle compris.
Lippold von Bredow est représenté le regard défiant, avec une cape drapée de manière pittoresque, en armure complète et avec des attributs guerriers qui signalent qu'il est prêt à se battre. Comme pour Ryke, les armoiries de la famille sont incrustées dans le socle. Le bourgmestre est également enveloppé d'une longue robe tombante, et son couvre-chef pittoresque orne également le haut de son corps sous forme d'écharpe, selon Lehnert. Son regard concentré se porte sur des documents écrits dans sa main droite qui, comme la bourse attribuée, sont probablement destinés à faire référence à la richesse et au travail administratif de Ryke. L'architecture du banc et de l'estrade est faite de formes décoratives gothiques finement détaillées, avec une frise de rinceaux autour du dossier du banc. Les aigles patauds du banc, dans les crocs desquels se tordaient des serpents, portaient des écussons devant leur poitrine. Un écusson était adossé au grand piédestal. Les titres de l'empereur sont gravés à moitié dorés sur les faces latérales du socle principal, le titre de margrave en étant toutefois absent.

#### Marbrerie et critique

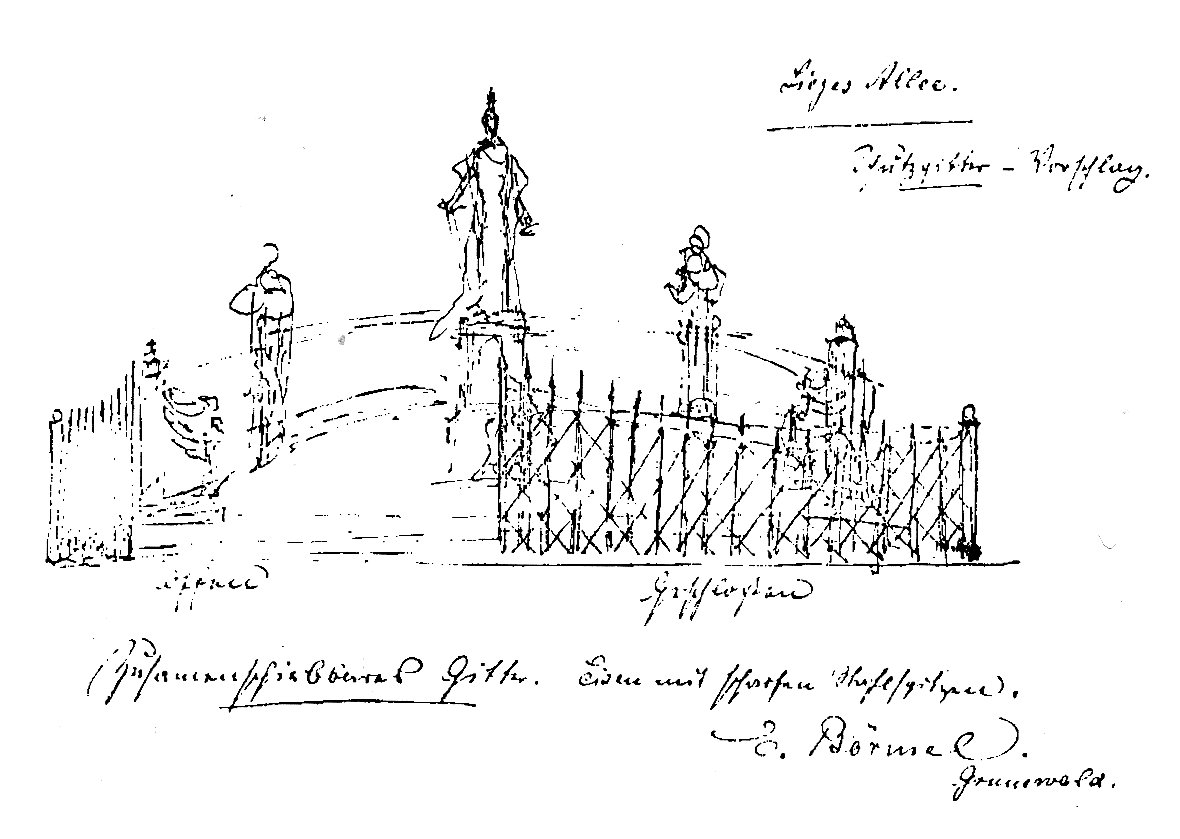
Esquisse de Boermel pour une grille de protection

Dans la nuit du 22 au 23 octobre 1899, un attentat a lieu sur ce boulevard magnifique, que certains Berlinois surnomment plus tard "l'allée des poupées". Sept bustes des quatre premiers groupes déjà achevés sont endommagés lors de ce qu'on appelle "l'attentat au marbre". Börmel conçoit donc, pour protéger les monuments, une grille en fer repliable avec des pointes en acier (voir croquis ci-contre). L'empereur opte toutefois pour de lourdes chaînes de fer - plutôt symboliques - qui sont placées devant les groupes de statues à la tombée de la nuit
Les critiques contemporaines à l'encontre de ce monument sont accablantes. L'écrivain d'art et journaliste Fritz Stahl le classe parmi les poses théâtrales ratées de l'avenue. L'écrivain et illustrateur Wolfgang Kirchbach (de) classe le groupe comme l'une des trois œuvres totalement ratées (avec les groupes 11 et 22). Un autre critique (anonyme), très attaché à l'Allee dans son ensemble, classe l'œuvre de Boermel parmi les six plus mauvaises. Uta Lehnert, dans son ouvrage de référence sur la Siegesallee, conclue en 1998 que le premier monument de Boermel donne l'impression d'une tentative de transposer l'art décoratif en art monumental. Le drapé complexe des vêtements, la conception hétérogène de la figure principale et l'accentuation excessive des accessoires créent cependant une impression de petitesse qui va à l'encontre d'un effet monumental.

### Monument du prince Albert de Prusse, Berlin (1901)
En collaboration avec le peintre et sculpteur Conrad Freyberg, Boermel crée en 1901 un monument pour le prince Albert de Prusse (1809-1872). Il représente le frère du roi de Prusse Frédéric-Guillaume IV et de l'empereur Guillaume Ier en 1870 en tant que participant à la guerre franco-prussienne. La figure de 1901 se dresse à l'extrémité nord de la Schloßstraße (de) de Charlottenbourg  en face du château de Charlottenbourg. Freyberg, qui est très probablement responsable des bas-reliefs, s'immortalise dans l'un des reliefs en tant que camarade régimentaire du prince Albert. D'après l'inscription sur l'un des quatre reliefs, les camarades dédièrent en 1901 le monument [au] chef de cavalerie princier et au prince chevaleresque, dans la soumission et la vénération fidèle.
Les sculpteurs conçoivent le prince Albert comme un général de cavalerie, en tant que tel, il exerce notamment le commandement de la 4e division de cavalerie, affectée à la 3e armée, pendant la guerre contre la France et participe à plusieurs batailles. La statue de bronze, classée monument historique, montre le général de cavalerie avec son manteau de général largement ouvert et tombant jusqu'aux genoux. Sous le manteau, le prince porte une cape - également ouverte. La tête tournée vers la droite et légèrement relevée est recouverte de la casquette du général, le regard se porte au loin. Le personnage tient une cravache dans la main droite et des gants dans la gauche. De hautes bottes à manchettes habillent les jambes, la jambe droite est légèrement avancée. Un long sabre est ajouté en guise d'attribut. Comme le suggèrent les scènes des reliefs du socle, la représentation du futur général en chef Albert se rapporte à 1870. Ainsi, le relief oriental du Prince Albert parmi des Français armés dispersés au soir d'Orgères contient une scène du 2 décembre 1870 de la bataille de Loigny. Le tableau montre le prince parmi des soldats français en partie blessés et avec des officiers allemands ainsi qu'avec le sculpteur et belligérant Freyberg. Le relief ouest opposé, Poursuite de l'ennemi par Frenois sur Sedan, représente la cavalerie le 31 août 1870 avec le prince Albert à sa tête à Frénois, dans son entourage entre autres Bernard de Saxe-Meiningen et Charles Harrison Wright (de). En tant que colonel, Wright commande le 5e régiment de dragons. Le jour de la bataille de Sedan, le roi Guillaume de Prusse et son état-major regardent la bataille depuis une colline près de Frénois,.

### Monument à l'empereur Guillaume Ier, Dantzig (1903)
Parmi les œuvres majeures de Boermel après l'impulsion initiale donnée par son travail sur Siegesallee, on compte également le monument à l'empereur Guillaume Ier, qui est dévoilé le 21 septembre 1903 sur le Dominikswall, devant la Porte Haute à la Hauptwache à Dantzig. L'empereur Guillaume II se montre particulièrement intéressé par ce monument et vient spécialement de Vienne pour son inauguration. Le monument est détruit en mars 1945 par des soldats soviétiques, qui arrachent la statue équestre en bronze du piédestal à l'aide de cordes avec un char.
Boermel remporte le premier prix du concours pour le monument. Son modèle de statue équestre sort de l'ordinaire : parmi les nombreuses statues équestres de l'empereur Guillaume Ier (de), c'est la seule qui représente l'empereur sur un cheval au galop. L'ensemble du monument atteint une hauteur d'environ 9 mètres, la statue équestre elle-même une hauteur de 4,5 mètres. La statue est  coulée en bronze à la fonderie de bronze de Gladenbeck à Friedrichshagen près de Berlin. Guillaume Ier est montré en uniforme et avec le casque à pointe typique. La base massive en granit suédois repose sur un piédestal à trois niveaux et était décorée de trois figures féminines allégoriques :
- Sur le devant se tient le Borussia comme une allégorie nationale de la Prusse avec une épée. L'enseigne derrière elle porte l'inscription dédicatoire : (...) LA PROVINCE RECONNAISSANTE DE LA PRUSSE-OCCIDENTALE. La couronne impériale trône sur l'écu au niveau du bord supérieur de la base.
- La Vistule, représentée comme une sirène, est couchée sur un côté transversal comme la personnification de la Vistule. La désignation de la Vistule comme Vistule remonte à la Chronique des Goths (Getica) de Jordanès au VIe siècle. Le relief derrière ou au-dessus de la figure montre le Marienbourg, qui est au sud de Dantzig sur le Nogat - un estuaire de la Vistule. En contrebas du château, la photo montre l'estuaire avec des péniches et des radeaux de bois.
- L'autre côté transversal de la base est orné du géant des mers Ægir, dans la mythologie germanique ou nordique, nom du géant de la mer et de la bière. Le relief associé montre des navires de guerre.

Le coût du momunent est de 160 000 marks.

## Liste des œuvres (sélection)
- 1879 Figure Génie de la mort (titre de l'exposition)
- 1885 Vénus voluptueuse avec une tête coquette moderne sur un corps trop gras
- 1886 Groupe de figures (? ) Ma famille (titre de l'exposition)
- 1887 Figure Cupidon (titre de l'exposition)
- 1888 Figurine Wanda (titre de l'exposition)
- 1889, 1894 et autres Berlin bustes pour Guillaume II.
- 1891 Buste de l'impératrice Auguste Victoria
- 1892 Fgurines pour enfants Hans et Grete
- 1892 Paire de bustes Blanche-Neige et La Belle au bois dormant
- 1893 Grand centre de table pour l'héritier du trône de Roumanie
- vers 1893 Argenterie pour le comte Ferdinand von Harrach
- 1894 Buste de l'empereur Guillaume II.
- 1896 Buste de Mme Professeur Freyberg
- 1895 Berlin, statuette de l'empereur Guillaume Ier en argent (avec Conrad Freyberg)
- 1897 Berlin, groupe "Guerre et Paix" et une figurine de la Victoire pour le Monument national de Guillaume Ier
- 1899 Berlin, buste pour le conseiller du commerce, chanteur d'opéra et fabricant Ludwig Leichner (de)
- 1900 Berlin, groupe de monuments 14 Siegesallee
- 1901 Berlin, monument du prince Albert de Prusse
- 1903 Danzig, monument équestre de l'empereur Guillaume Ier
- 1903 Potsdam, monument à l'empereur Frédéric III (devant la porte de Brandebourg)
- 1903 Nordhausen im Harz, monument équestre de Frédéric III, en uniforme sobre, naturaliste sur un cheval au trot
- 1907 Argenau, Posen, monument à Frédéric III
- 1908 Augsbourg-Göggingen, monument au conseiller de la cour Friedrich von Hessing (de), bronze coulé dans l'établissement de soins orthopédiques d'Hessing (de)
- 1911 Carlsbad, monument de l'empereur François-Joseph
- 1913 Berlin, buste du médecin Ernst von Leyden, devant les 1re et 2e cliniques médicales (Charité, Schumannstraße; entreposée après 1980) et réaménagée en novembre 2019.

avec une date incertaine
- Divers prix honorifiques de l'empereur Guillaume II.
- Prague, statue de Beethoven en grès pour le Rudolfinum
- Berlin, Statue de Friedrich Kilian (Villa Kilian)
- Bucarest, buste du maréchal August von Mackensen
- Groupes en marbre avec des titres comme Contes de la forêt, Aphrodite ou Nymphe endormie